# Scuola dei Battuti di Mestre
La Scuola di Santa Maria dei Battuti di Mestre venne fondata nel 1302 dal movimento dei Flagellanti, che si era diffuso in tutta Europa  dopo il 1260.

## Il Movimento dei Flagellanti

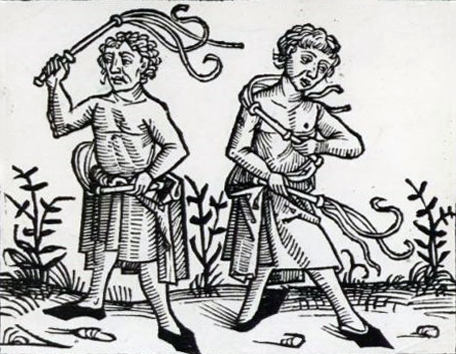
Monaci flagellanti

Questo movimento nasce nel 1260 a Perugia, nello spirito francescano di rinuncia, amore e pace. L'iniziatore del movimento, pare, fosse Fra Ranieri Fasani un asceta perugino. I membri del movimento si flagellavano pubblicamente per espiare i propri peccati, ma già nel XIV secolo il fanatismo religioso si era spento e il movimento si era consolidato prendendo la forma di Confraternita religiosa. La flagellazione pubblica che era, inizialmente, tratto distintivo, venne progressivamente abbandonata per svolgersi in luoghi privati e poi dismessa del tutto, sostituendo la penitenza con la carità e l'assistenza ai bisognosi.

## La Storia della Scuola a Mestre
Cacciati da Venezia, i Flagellanti, si spostarono a Mestre dove comunque non erano ben accetti, qui fondarono la loro Scuola dove le loro manifestazioni vennero molto moderate anche per via del controllo a cui erano sottoposti da parte del Consiglio dei Dieci (come tutte le Scuole di Venezia).
Benché la fondazione risalga al 1302 la prima testimonianza documentale della Scuola risale al 6 settembre 1313.
La Scuola finanziava, con gli introiti dei numerosi beni immobili, numerose attività filantropiche tra cui la più importante è quella dell'Ospedale della Scuola di Santa Maria dei Battuti. Da questo Ospedale deriverà poi la Casa di Riposo di Mestre che manterrà le tradizioni, alcune attività e gli edifici della Scuola.
Le donazioni e gli acquisti continuarono nel tempo e la Scuola nel 1378 ebbe la necessità di formare un Catasto.
Attualmente la Scuola è diventata una casa di riposo, nel 1964 venne abbandonata l'attività di assistenza ai minori finalizzandosi alla cura degli anziani.